# Rumex mureti
Rumex mureti är en slideväxtart som beskrevs av Heinrich Carl Haussknecht. Rumex mureti ingår i släktet skräppor, och familjen slideväxter. Inga underarter finns listade i Catalogue of Life.